# 聖林ホテル
『聖林ホテル』（はりうっどほてる、Hollywood Hotel）は、1937年のアメリカ合衆国のロマンティック・ミュージカル・コメディ映画。
バスビー・バークレーが監督を務め、 ディック・パウエル、ローズマリー・レイン、ローラ・レイン 、ヒュー・ハーバート、テッド・ヒーリー、グレンダ・ファレル、ジョニー・デイヴィスが主演し、アラン・モーブレイ、メイベル・トッド、アリン・ジョスリン、グラント・ミッチェル、エドガー・ケネディが助演した。
ハリウッドの俳優たちがそれぞれの近年の出演作品を再現していた、ゴシップ・コラムニストのルエラ・パーソンズ制作で当時人気のあったラジオ番組『ハリウッド・ホテル』を基にしている。毎週、番組名と同じハリウッド・ホテルから放送していた。作中のラジオ番組にはルエラ・パーソンズ、フランセス・ラングフォード、レイモンド・ペイジ&オーケストラ、ジェリー・クーパー、アナウンサーのケン・ナイルズ、デュアン・トンプソン、ベニー・グッドマン&オーケストラが出演する。
この映画はジョニー・マーサーとリチャード・A・ウィッティングが作曲し、ジョニー・デイヴィスとフランセス・ラングフォードがベニー・グッドマン&オーケストラと共に歌唱した楽曲「ハリウッド万歳」で現在でもよく知られている。この楽曲はアカデミー賞を含む映画授賞式のサウンドトラックの定番となっている。マーサーの歌詞には映画業界やスターダムへの道のりでの風刺を含む言及が多くなされている。

## あらすじ
サックス奏者で歌手のロニー・バワーズ（ディック・パウエル）はオール・スター・ピクチャーズとの10週間の契約によりハリウッドに向かう。空港にて元雇用主のベニー・グッドマンとバンド仲間が盛大に見送り、「ハリウッド万歳」を演奏する。
ハリウッドにて気難しいスターのモナ・マーシャル（ローラ・レイン）はとても欲しかった役を他の女優に取られたと知り苛立っている。そのためモナはこの日プレミア公開される映画への出席を拒む。広報のバーニー・ウォルトン（アリン・ジョスリン）はスタジオの上司であるBLフォーキン（グラント・ミッチェル）に代役を準備する許可を求める。バーニーはモナのスタンドインを務めているヴァージニア・スタントン（ローズマリー・レイン）を選ぶ。ヴァージニアのエスコートに、何も知らないロニーを選ぶ。
代役はうまくいき、ロニー、ルエラ・パーソンズ、司会者（ロナルド・レーガン）、皆が騙される。予期せずロニーとヴァージニアが恋に落ち、噴水の中で「アイム・ライク・ア・フィッシュ・アウト・オブ・ウォーター（I’m Like a Fish Out of Water）」を歌う。
翌日、バーニーはヴァージニアがウェイトレスとして働くレストランにロニーを連れていき、ロニーとヴァージニアは交際を始める。
モナが新聞で自分の代役がロニーとプレミア上映に出席したことを知り、フォーキンにロニーを解雇するよう頼む。カメラマンのファジー・ボイル（テッド・ヒーリー）はロニーの代理人となり、ロニーを俳優として売り出すがうまくいかない。2人はドライブインに雇われ、仕事中にロニーが歌っていると、ウォルター・ケルトン監督（ウィリアム・B・デヴィッドソン）に気に入られて職を得る。しかし役者の仕事ではなく、モナの長年の相手役アレックス・デュプレ（アラン・モーブレイ）の吹き替えの職と知り落胆する。
プレビューにおいて、ロニーが吹き替えたデュプレの歌は観客を魅了する。ルエラ・パーソンズがデュプレにラジオ番組で歌唱してくれるよう招待し、何も考えず了承する。オール・スター・ピクチャーズはロニーに口止め料を含む莫大な手数料を支払おうとする。ロニーはあるアイデアを思いつく。ヴァージニアはモナのふりをしてファジーが運転するリムジンにデュプレを乗せ、郊外に連れていきラジオ番組に出られなくする。デュプレの代わりにロニーがラジオ番組に出演してヒットし、フォーキンは高給でロニーと再契約する。

## キャスト
- ロニー・バワーズ：ディック・パウエル
- ヴァージニア・スタントン：ローズマリー・レイン
- モナ・マーシャル：ローラ・レイン
- チェスター・マーシャル（モナの父）：ヒュー・ハーバート
- ファジー・ボイル：テッド・ヒーリー
- ジョンジー（モナのアシスタント）：グレンダ・ファレル
- ジョージア：ジョニー・デイヴィス
- 本人役：ルエラ・パーソンズ
- アレクサンダー・デュプレ：アラン・モーブレイ
- ドット・マーシャル（モナの姉妹）：メイベル・トッド
- アリス・クレイン：フランセス・ラングフォード
- 本人役：ジェリー・クーパー
- 本人役：ケン・ナイルズ
- 本人役：デュアン・トンプソン
- バーニー・ウォルトン：アリン・ジョスリン
- BLフォーキン：グラント・ミッチェル
- キャラハン（ドライブインのオーナー）：エドガー・ケネディ
- レストランのロシア人客：フリッツ・フェルド
- バッチ（ドレス・デザイナー）：クルト・ボウワ
- 本人役：パーク・ウエストモア
- ジョー（カメラマン）：エディ・エイカフ
- トム（アフリカ系アメリカ人歌手）：クリントン・ロスモンド
- ウォルター・ケルトン監督：ウィリアム・B・デヴィッドソン
- ドリュー助監督：ウォリー・メイアー
- 裁縫師：ジョージー・クーパー
- クレオ（モナのメイド）：リビー・テイラー
- ウェイター：ジョー・ロマンティニ
- ブランウェル：ポール・アーヴィング
- 本人役：レイモンド・ペイジ&オーケストラ
- 本人役：ベニー・グッドマン&オーケストラ

特記:
- 当時、著名なゴシップ・コラムニストであったルエラ・パーソンズはハリウッド・ホテルをコンセプトとしたラジオ番組に出演しており、本作でも本人役として劇中ラジオ番組に出演している[2][3]。パーソンズにとってこれが映画デビュー作となった[1]。
- 当時、ベニー・グッドマン&オーケストラにはドラムのジーン・クルーパ、トランペットのハリー・ジェイムス、ピアノのテディ・ウィルソン、ヴィブラホンのライオネル・ハンプトンが所属していた[4]。この映画を観たファンたちの後押しにより、カーネギー・ホールでのコンサート開催に繋がった。グッドマンは映画出演について売名行為と思われることを危惧していた[4]。
- テッド・ヒーリーは三ばか大将としてヴォードヴィルのパフォーマンスで知られる。1937年12月に亡くなり、1938年1月に本作が公開されたが、その死因については現在も議論されている[5][6][7][8]。
- モナ・マーシャル役のローラ・レインとスタンドイン役のローズマリー・レインは姉妹である。もう1人の姉妹であるプリシラ・レインは女優としてより成功した[4]。
- クレジット無しのラジオ司会者役のロナルド・レーガンは映画出演2作目であった。
- クローク役のキャロル・ランディスと若手女優役のスーザン・ヘイワードはクレジット無しで出演していた。ヘイワードにとって映画デビュー作となった[4]。

## 制作
当初、ワーナー・ブラザースはベティ・デイヴィスがモナ・マーシャルとスタンドインの二役を演じることを想定していたが、デイヴィスはこれを断った。
ワーナー・ブラザースは「ハリウッド・ホテル」の名を無断で使用したとして、ラジオ番組『ハリウッド・ホテル』のスポンサーであったキャンベル・スープ・カンパニーとハリウッド・ホテルから訴えられた。ハリウッド・ホテルの最盛期にはメアリー・ピックフォードやダグラス・フェアバンクスなどハリウッドの著名人たちに使用されていたが、映画の制作に合わせてその価値が落ちていった。ホテルの一部の外観が映画に登場している。ホテル跡地にドルビー・シアターが建てられ、2001年からアカデミー賞授賞式が行なわれている。

## 受賞歴
アメリカン・フィルム・インスティチュートより、2004年、アメリカ映画主題歌ベスト100に「ハリウッド万歳」がノミネートされ、2006年、ミュージカル映画ベストにノミネートされた。